# Црква Светог Јована у селу Горње Вараге
Црква Светог Јована у селу Горње Вараге, насељеном месту на територији општине Зубин Поток, на Косову и Метохији, евидентирана је за непокретно културно добро као споменик културе.
Црква посвећена Светом Јовану подигнута је у 14. веку. У време владавине Османлија, у 17. веку црква је уништена и тек 1912. године поновно обновљена. Представља малу једнобродну грађевину, коју покрива савремен кров на две воде. На источној страни цркве налази се онижа тространа олтарска апсида. Црква је зидана од камена и зидови су без украса, омалтерисани белом бојом. Унутрашњост цркве није живописана. Црква садржи импровизован иконостас. У близини цркве налази се парохијски дом.